# Eclissi solare dell'11 luglio 1953
L'Eclissi solare dell'11 luglio 1953 è stato un evento astronomico che ha avuto luogo il suddetto giorno attorno alle ore 02:44 UTC. Tale evento ha avuto luogo nei territori dell'Australia, nel Nord America settentrionale e in alcune aree circostanti. L'eclissi dell'11 luglio 1953 divenne la seconda eclissi solare nel 1953 e la 123ª nel XX secolo. La precedente eclissi solare si è verificata il 14 febbraio 1953, la seguente il 9 agosto 1953.
Il giorno della luna nuova (novilunio), la differenza tra le distanze apparenti di luna e sole osservate sulla terra è estremamente piccola. In tale momento, se la luna si trova in prossimità del nodo lunare, cioè uno dei due punti in cui la sua orbita interseca l'eclittica, si verifica un'eclissi solare. Quando vi è assenza di ombra e la penombra raggiunge parte dell'estremità settentrionale o meridionale della terra, si verifica un'eclissi solare parziale, che si verifica quindi presso le regioni polari della Terra. 

## Percorso e visibilità
L'eclissi solare parziale poteva essere vista alle isole Svalbard, nella Groenlandia centro-settentrionale, nella metà nord occidentale del Canada e nel territorio dell'Alaska orientale, ora Alaska. A seconda del fuso orario, le Svalbard hanno assistito a un'eclissi solare l'11 luglio e il Nord America ha visto per lo più un'eclissi solare il 10 luglio. Alcuni dei territori erano soggetti al Sole di mezzanotte.

## Eclissi correlate

### Eclissi solari 1953 - 1956
Questa eclissi è un membro di una serie semestrale. Un'eclissi in una serie semestrale di eclissi solari si ripete approssimativamente ogni 177 giorni e 4 ore (un semestre) in nodi alternati dell'orbita della Luna.